# Lazar Sime Rusov
Lazar Sime Rusov, (srbsko Лазар Симе Русов, latinizirano: Lazar Sime Rusov), srbski matematik, † 29. oktober 1928, Stari Vrbas, Kraljevina Jugoslavija (sedaj Vrbas, Srbija), * 22. november 2016.
Rusov je bil redni profesor na Strojni fakulteti v Beogradu.

## Življenje in delo
Osnovno šolo in prvi razred gimnazije je zaključil v Vrbasu. Zaradi aktivnega sodelovanja v narodnoosvobodilnem gibanju so njega, brata Stevana in očeta v začetku 1944 aretirali. Bil je zaprt v Novem Sadu in nato v Bački Topoli, Komáromu in Dachauu. Decembra 1944 so ga skupaj z večjo skupino taboriščnikov premestili v Buchenwald, kjer je dočakal konec vojne. Konec julija 1945 se je vrnil v Subotico. Brat, ki je preživel Dachau, se je že vrnil, na zadnje se je vrnil oče oktobra 1945. Mati je zaradi dogodkov v vojni težko zbolela in si ni več opomogla.
Drugi razred gimnazije je končal v Kuli. Nato so ga demobilizirali in nadaljeval je šolanje v Novem Sadu. Malo maturo je zaključi na tamkajšnji Gimnaziji »Jovan Jovanovič Zmaj«. Maturiral je na novosadski srednjetehniški šoli.
Leta 1951 se je vpisal na Prometno fakulteto v Beogradu. Po zaključenem prvem letniku se je prepisal na tedanjo Prirodoslovno-matematično fakulteto v Beogradu v študijsko skupino za mehaniko. Tu je diplomiral februarja 1956. V tem času so na fakulteti predavali: Milutin Milanković, Anton Dimitrovič Bilimovič, Tatomir P. Anđelić, Vojislav Mišković, Konstantin Petrovič Voronec, Slobodan Aljančić, Dragoljub Jovanović in Rastko Stojanović.
Doktoriral je 28. maja 1964 na Prirodoslovno-matematični fakulteti s področja geometrizacije mehanike pod Anđelićevim mentorstvom.

## Izbrana bibliografija

### Knjige (monografije, učbeniki)
1. ——— (1964). Геометризација механике и проблем првих интеграла једначина кретања (diplomska naloga). Beograd. COBISS.SR 93298951.
2. Blagojević, Dragovan; Gligorić, Milan; ——— (1965), Zbirka zadataka iz oscilacija, Strojna fakulteta v Beogradu, COBISS.SR 146914823
3. ———; Blagojević, Dragovan; Gligorić, Milan (1970), Zbirka rešenih zadataka iz oscilacija mehaničkih sistema, Beograd: Jugoslovenski zavod za proučavanje školskih i prosvetnih pitanja, COBISS 18770432, COBISS.SR 512047523
4. Ćućuz, Nikola; ——— (1973), Dinamika motornih vozila, Beograd: Privredni pregled, COBISS 3621403, COBISS.SR 26318095
5. ——— (1973), Mehanika I : Statika (1. izd.), Beograd: Privredni pregled, COBISS 2482229, COBISS.SR 512045219
6. ——— (1973), Mehanika II : Kinematika, Beograd: Privredni pregled, COBISS 525923, COBISS.SR 512046499
7. ——— (1975), Mehanika III : Dinamika, Beograd: Naučna knjiga, COBISS 2490907, COBISS.SR 512052131
8. ——— (1993), Optičko mehanička analogija u analitičkoj mehanici i dinamici objekata, Strojna fakulteta v Beogradu, ISBN 86-7083-328-0, COBISS.SR 67037959 {{citation}}: Preveri vrednost |isbn=: preveri vsoto (pomoč)

### Znanstveni članki
1. ——— (1962), »Нелинеарне осцилације котрљајућег клатна«, Publikacije Mašinskog fakulteta u Beogradu, ISSN 0522-8522
2. ——— (1965), »On Some First Integrals Of Equations Of Motion«, Publications de l'Institut Mathématique, nouvelle serie, Evropska digitalna matematična knjižnica – EuDML, 5(19) (25): 69–73, ISSN 0350-1302, Zbl 0138.19803
3. ——— (1965), »On the geometrization of dynamics of special class of rheonomic holonomic systems«, Matematički Vesnik : nova serija, EuDML, 2(17) (31): 21–26, ISSN 0025-5165, Zbl 0137.18702
4. ——— (1968a), »On First Integrals Of The Equations Of Motion Of The Form dxi/dt = aij ∂Φ/∂xj«, Publications de l'Institut Mathématique, nouvelle serie, EuDML, 8(22) (28): 5–7, ISSN 0350-1302, Zbl 0164.25403
5. ——— (1968b), »Geometrization of differential equations of perturbed motion of sceleronomic nonconservative systems«, Matematički Vesnik : nova serija, EuDML, 5(20) (45): 333–336, ISSN 0025-5165, Zbl 0165.24501
6. ——— (1968c), »A contribution to the study of the geometrization of scleronomic holonomic non-conservative systems«, Tensor, New Series, 19: 187–190, ISSN 0040-3504, Zbl 0157.55502
7. ——— (1970), »Услови интеграбилности диференцијалних једначина поремећеног кретања једне класе некозервативних система«, Matematički Vesnik : nova serija, EuDML, 7(22) (52): 211–216, ISSN 0025-5165, Zbl 0243.34007
8. ——— (1971), »Geometrization of differential equations of perturbed motion of nonconservative systems and conditions of their integrability«, Tensor, New Series, 22: 186–190, ISSN 0040-3504, Zbl 0226.70010
9. ——— (1972), »The forming of the first integrals of conservative dynamic systems in case of a conformal correspondence of Euclidean and Riemannian spaces«, Tensor, New Series, 25: 320–322, ISSN 0040-3504, Zbl 0253.70013
10. —, ur. (9.–11. marec 1978), Zbornik radova Konferencije o dinamici objekata i stabilnosti njihovih kretanja, Beograd: Društvo za mehaniko Srbije, COBISS.SR 41048844
11. ———; Mićević, Dušan (1979), »The application of tensor methods to investigations of stability of motion of dynamic objects-motor cars«, Zagadnienia Drgań Nieliniowych, 19: 181–194, ISSN 0044-1597, Zbl 0441.70008
12. Mićević, Dušan; ——— (1984), »Nove forme jednačina analitičke mehanike«, Zbornik Radova Matematičkog instituta, Nova serija, EuDML, 17 (4 (12)): 139–148, ISSN 0351-9406
13. Rakanović, Ranko; ———; Simović, Tomislav; Babić, Aranđel (1987), »Pouzdanost specijalnog osamnaestoosovinskog transportera u prevozu separatora pare«, Železnice : naučno-stručni časopis jugoslovenskih železnica, 43 (2–3): 149–153, COBISS 3642639, ISSN 0350-5138, COBISS.SR 3642639
14. ——— (2009), »Milanković's Analysis of Newton's Law of Universal Gravitation« (PDF), FME Transactions, 37 (4): 211–217, ISSN 1451-2092, COBISS.SR 513247395, pridobljeno 23. marca 2023